# Osádka
Osádka (ungarisch Oszádka) ist eine Gemeinde in der Nord-Mitte der Slowakei mit 175 Einwohnern (Stand 31. Dezember 2024), die im Okres Dolný Kubín innerhalb des Žilinský kraj und zugleich in der traditionellen Landschaft Orava liegt.

## Geographie

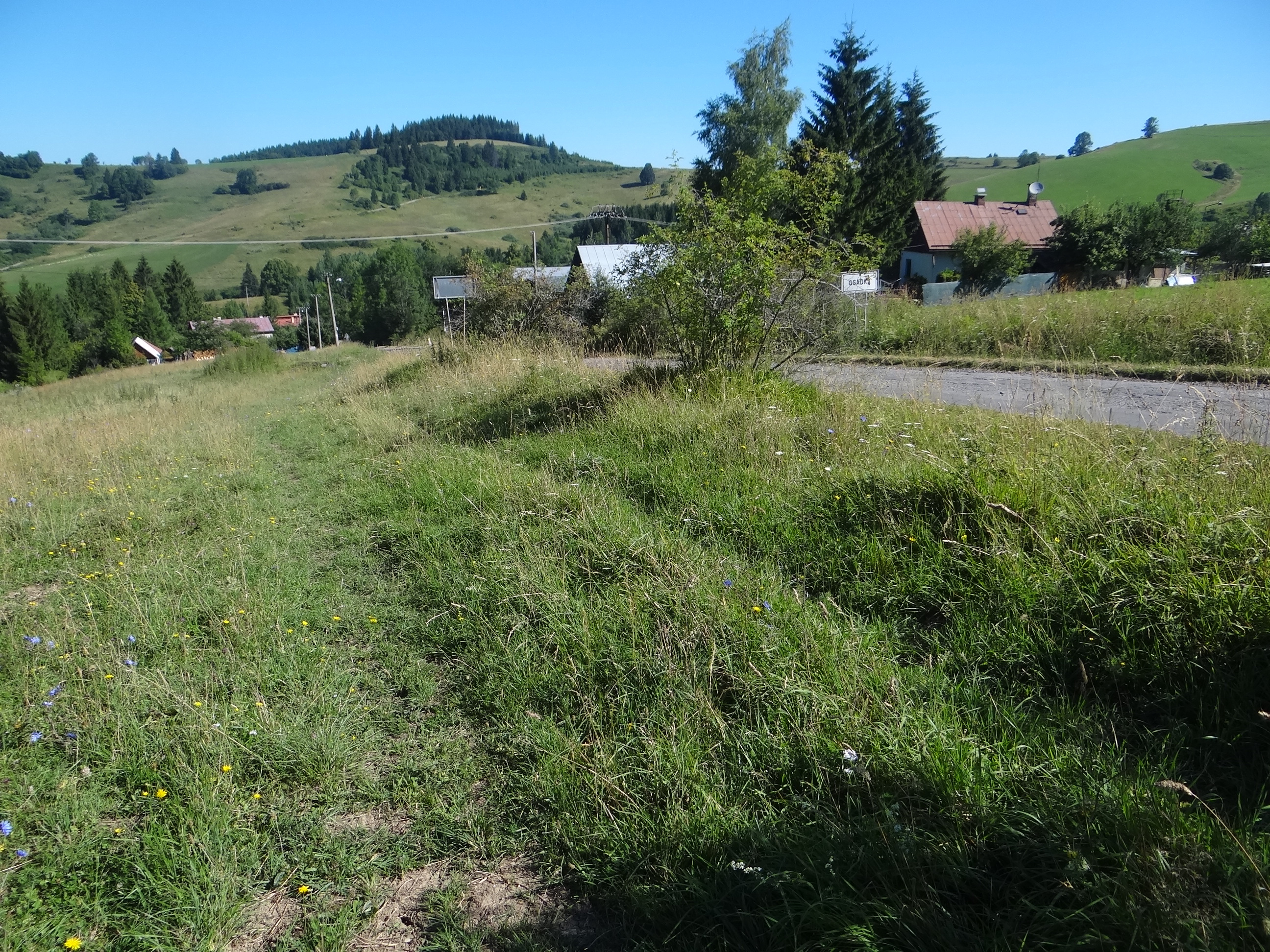
Osádka

Die Gemeinde befindet sich im südöstlichen Teil des Berglands Oravská vrchovina im Quellbereich des Baches Leštinský potok, am Übergang in das südlich gelegene Gebirge Chočské vrchy. Das Ortszentrum liegt auf einer Höhe von 670 m n.m. und ist 9,5 Kilometer von Dolný Kubín entfernt.
Nachbargemeinden sind Pokryváč im Norden, Malatiná im Osten, Lúčky im Süden, Leštiny im Westen und Dolný Kubín (Stadtteil Srňacie) im Nordwesten.

## Geschichte
Osádka wurde zum ersten Mal 1381 als de Superiore Leszina schriftlich erwähnt, das, wie andere umliegende Orte auch, zum Herrschaftsgebiet der Arwaburg gehörte. 1548 gelangte die Familie Zmeškal durch einen Rechtsakt in den Besitz von Osádka, zusammen mit den Nachbarorten Leštiny und Srňacie. Im Verlaufe des 17. Jahrhunderts litt die Ortschaft durch ständige Anwesenheit von Truppen im Zuge der Standesaufstände. 1828 zählte man 49 Häuser und 271 Einwohner, die als Viehhalter und besonders Hirten beschäftigt waren.
Bis 1918 gehörte der im Komitat Arwa liegende Ort zum Königreich Ungarn und kam danach zur Tschechoslowakei beziehungsweise heute Slowakei.

## Bevölkerung
| Jahr                | 1994 | 2004     | 2014    | 2024     |
| ------------------- | ---- | -------- | ------- | -------- |
| Anzahl der Personen | 157  | 140      | 141     | 175      |
| Unterschied         |      | −10,82 % | +0,71 % | +24,11 % |

| Jahr                | 2023 | 2024    |
| ------------------- | ---- | ------- |
| Anzahl der Personen | 176  | 175     |
| Unterschied         |      | −0,56 % |

Gemäß der Volkszählung 2011 wohnten in Osádka 138 Einwohner, davon 135 Slowaken. Drei Einwohner machten keine Angabe zur Ethnie.
82 Einwohner bekannten sich zur Evangelischen Kirche A. B., 29 Einwohner zur römisch-katholischen Kirche und ein Einwohner zur tschechoslowakischen hussitischen Kirche. 11 Einwohner waren konfessionslos und bei 15 Einwohnern wurde die Konfession nicht ermittelt.